# 各務山の前町
各務山の前町（かかみやまのまえちょう）は、岐阜県各務原市の地名。現行行政町名は各務山の前町一丁目から各務山の前町四丁目。

## 地理
各務原市の東部の鵜沼地区に属し、鵜沼地区の西部（旧・各務村）の地域である。
町域の東部は各務おがせ町、西部は鵜沼三ツ池町、各務山、各務西町、南部は鵜沼各務原町、鵜沼三ツ池町、北部は各務西町、各務おがせ町に接する。
町域の南部にはJR高山本線が通過する。
各務山の南麓に位置する。地名は各務村の小字「山の前」に因む。
道路
- 国道21号
- 県道205号長森各務原線（おがせ街道）
- 県道17号江南関線

## 歴史
各務原市発足後、この地域は各務の一部であった。1977年（昭和52年）5月13日に各務の一部をもって各務山の前町を設置する。
2023年（令和5年）1月、工業団地の「テックフォルテ各務原」造成に伴い、各務西町四丁目の一部および各務山の前町一丁目の一部をもって各務山一丁目を設置する。

## 世帯数と人口
2024年（令和6年）10月1日現在の世帯数と人口は以下の通りである。
| 丁目               | 世帯数  | 人口  |
| ------------------ | ------- | ----- |
| 各務山の前町一丁目 | 25世帯  | 65人  |
| 各務山の前町二丁目 | 37世帯  | 99人  |
| 各務山の前町三丁目 | 134世帯 | 343人 |
| 各務山の前町四丁目 | 187世帯 | 420人 |
| 計                 | 383世帯 | 927人 |

## 小・中学校の学区
市立小・中学校に通う場合、学区は以下の通りとなる。尚、一丁目とその他の地域とでは通学する小中学校が異なる。
| 番・番地等     | 小学校               | 中学校               |
| -------------- | -------------------- | -------------------- |
| 一丁目         | 各務原市立中央小学校 | 各務原市立中央中学校 |
| 二・三・四丁目 | 各務原市立各務小学校 | 各務原市立鵜沼中学校 |

## 交通
- 各務原市ふれあいバス東西線、朝夕便

## 主な施設
- 各務原スポーツ広場
- 各務原市弓道場
- 山の前公民館
- 清見寺
- 八幡神社